# St.-Anna-Kirche (St. Ulrich in Gröden)

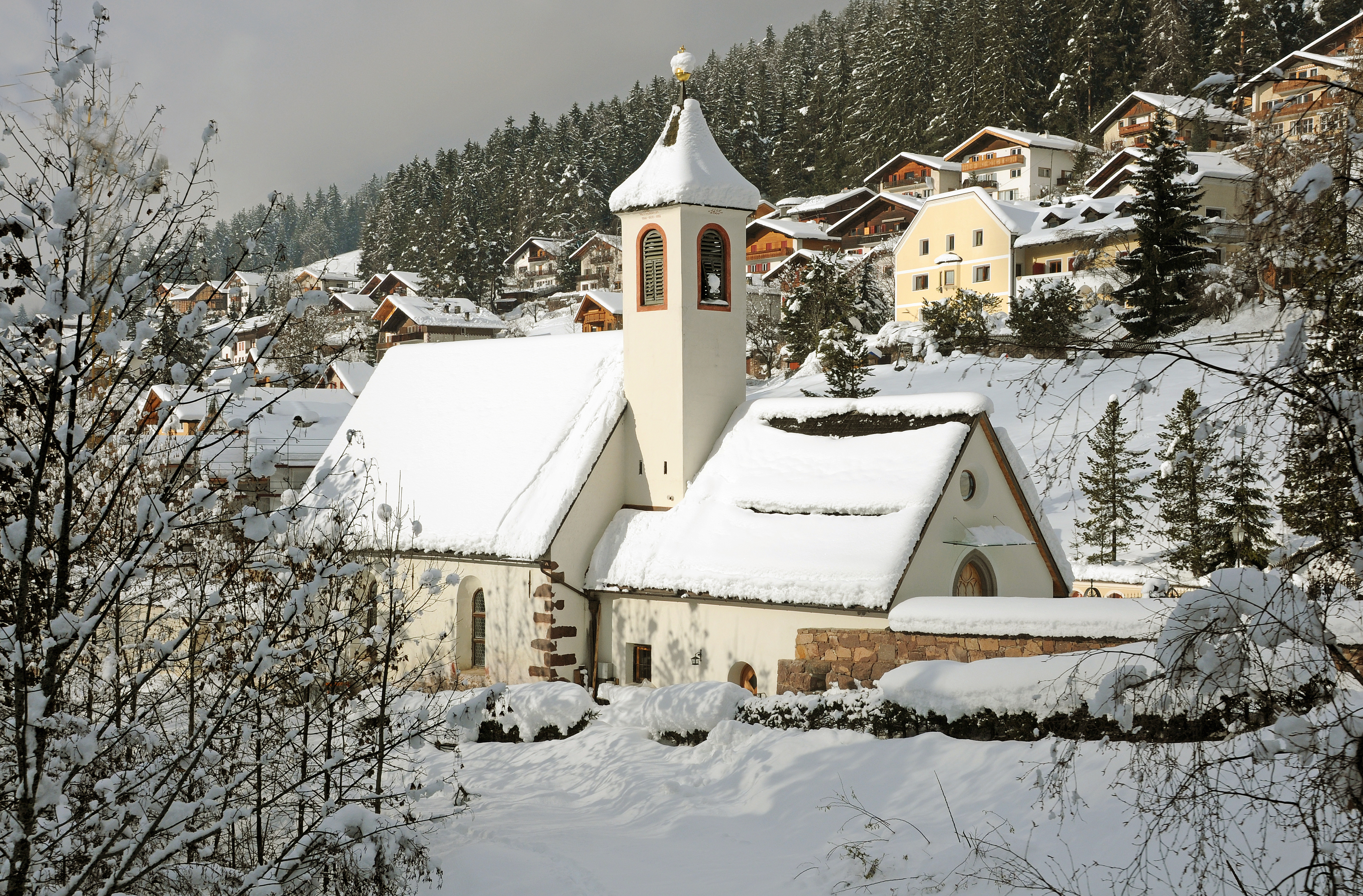
St.-Anna-Kirche im Friedhof von St. Ulrich

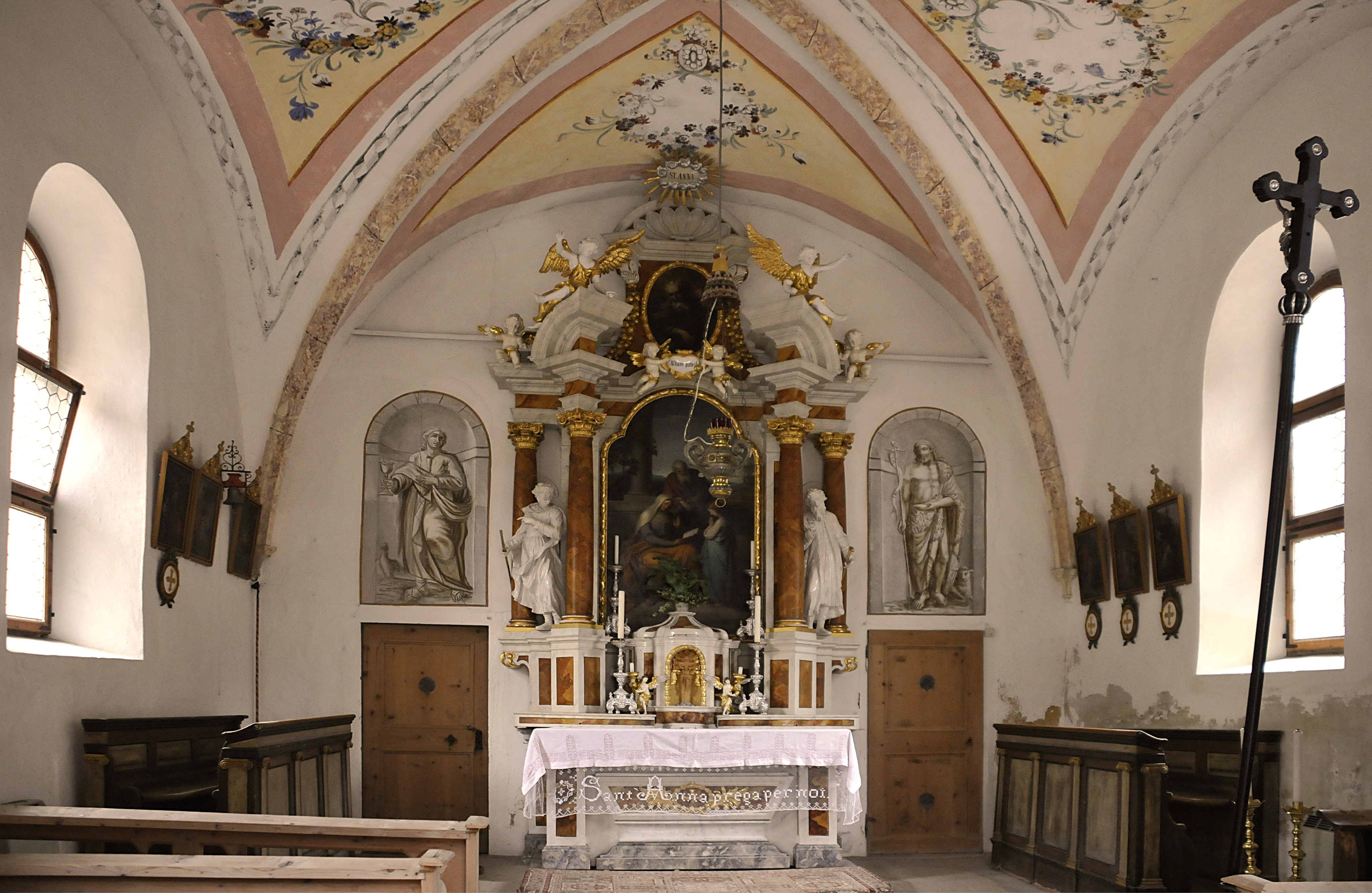
Innenansicht des Kirchlein

Die St.-Anna-Kirche in St. Ulrich in Gröden ist die Friedhofskirche des Dorfes. Der Bau ist gotisch, die Ausstattung barock.

## Geschichte
1425 wird die Kirche zum ersten Mal urkundlich genannt. Eine Bruderschaft kümmerte sich über drei Jahrhunderte um die Kapelle-Kirche. Der Turm mit zwei Glocken  wurde in der jetzigen Form erst im Jahre 1799 erbaut. 1982 wurde die St.-Anna-Kirche gründlich restauriert.

## Ausstattung
Der Innenraum ist 10,50 m lang und 5,90 m breit.
Das Altarblatt, ein Gemälde des akademischen Malers Josef Anton Mahlknecht (1859), gebürtiger Grödner und Neffe des Johann Dominik Mahlknecht, stellt den Hl. Joachim, die Hl. Anna und das Marienkind dar.
Der barocke Altar ist von Matthias Vinatzer (1717–1784), rechts und links stehen der Hl. Joachim und den Hl. Josef. Der Innenraum ist auch mit 14 Kreuzwegstationen in Form von Ölgemälde auf Leinwand aus dem 18. Jahrhundert ausgestattet.